# Paracanthosybra
Paracanthosybra is een kevergeslacht uit de familie van de boktorren (Cerambycidae). De wetenschappelijke naam van het geslacht werd voor het eerst geldig gepubliceerd in 1980 door Breuning.

## Soorten
Paracanthosybra is monotypisch en omvat slechts de volgende soort:
- Paracanthosybra vadoni Breuning, 1980